# Yakima Canutt
Yakima Canutt (29 de novembro de 1895 - 24 de maio de 1986), também conhecido como Yak Canutt, foi um ator de rodeio americano, dublê e diretor.

## Biografia
Seu nome verdadeiro era Edward Canutt Enos, nascido no Rio Snake Hills, perto de Colfax, Washington. Foi um dos cinco filhos de John Lemuel Canutt, um fazendeiro, e sua esposa Ellen Nettie Stevens. Ele cresceu no estado de Washington, em um rancho perto de Penawawa Creek, que foi fundada por seu avô e dirigida por seu pai, que também fazia parte do Legislativo estadual. Sua educação foi limitada ao ensino fundamental em Green Lake, mais tarde, em um subúrbio de Seattle. Além disso, foi na fazenda da família que Canutt aprendeu a caçar, colocar armadilhas, filmar e montar.

## Campeão do Mundo

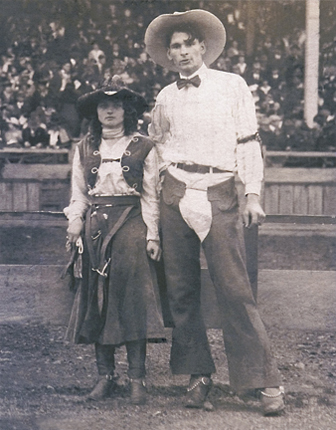
Yakima Canutt e sua esposa Kitty Canutt em um show de rodeio

Canutt ganhou seu primeiro campeonato mundial no "Olympics of the "West", em 1917, e continuou ganhando campeonatos nos anos seguintes. Entre um rodeio e outro, domava o cavalo para sua própria utilização pelo governo francês na Primeira Guerra Mundial.
Em 1918 ele foi para Spokane (Washington) para alistar-se na Marinha, sendo postado em Bremerton. No outono, teve a permissão de 30 dias para defender seu título de campeão do rodeio. Tendo se alistado para servir somente para na duração da guerra. No outono de 1919, ele foi dispensado.
Em 1919 ele competiu no Stampede de Calgary, e conheceu a estrela de rodeio Pete Knight. Mais tarde ele viajou para Los Angeles, Califórnia, para participar de um grande rodeio, decidindo passar o inverno em Hollywood, onde conheceu algumas personalidades. Foi lá que Tom Mix, que também começou no rodeio, lhe convidou para participar de dois dos seus filmes. Assim, Canutt começou no cinema como especialista em filmar cenas de uma luta em uma série chamado Lightning Brice. porém, ele deixou Hollywood em 1920 para seguir no rodeio.

## Ator
Naquela época, Canutt aperfeiçoou vários truques de montagem. Douglas Fairbanks ouviu falar dele e usou ele em alguns de seus filmes, como no caso de The Gaucho. Canutt e Fairbanks se tornaram grandes amigos e competiam regularmente na academia, em Fairbanks. Canutt começou a fazer pequenos papéis em filmes de outros atores, a fim de acumular experiência
No filme Branded a Bandit (1924) Canutt teve uma grave fratura no nariz quando caiu de um barranco. O filme foi adiado várias semanas e quando se reiniciou o tiroteio ele apareceu pela primeira vez. Um cirurgião plástico finalmente corrigiu o defeito estético com bons resultados, inspirando Canutt a afirmar que esta mais encorajado após o acidente.

## John Wayne
Trabalhando para Mascot, que Canutt conheceu John Wayne no filme The Shadow of the Eagle em 1932. Os dois se tornaram amigos e colaboraram ao longo dos anos. Wayne admirava a velocidade e a imprudência de Canutt e Canutt respeitava o desejo de Wayne aprender o trabalho e fazer suas próprias cenas. Canutt ensinou a Wayne como cair do cavalo sem quebrar seu pescoço. Juntos, Canutt e Wayne seriam pioneiros em algumas técnicas de combate utilizadas nos filmes, que até hoje são utilizadas. Grande parte da personalidade de Wayne nos filmes, como o sotaque ou a maneira de andar, reflete a Canutt

## Filmografia parcial
| - The Galloping Ghost (seriado, 1931) - The Lightning Warrior (seriado, 1931) - Battling with Buffalo Bill (seriado, 1931) - The Shadow of the Eagle (seriado, 1932) - The Last of the Mohicans (seriado, 1932) - The Last Frontier (seriado, 1932) - The Mystery Squadron (seriado, 1933) - The Telegraph Trail (1933) - Riders of Destiny (1933) - Sagebrush Trail (1933) - The Wolf Dog (seriado, 1933) - The Whispering Shadow (1933) - The Three Musketeers (seriado, 1933) - West of the Divide (1934) - Blue Steel (1934) - The Lucky Texan (1934) - The Man from Utah (1934) - Randy Rides Alone (1934) - The Star Packer (1934) - The Lawless Frontier (1934) - Neath the Arizona Skies (1934) - The Law of the Wild (1934) - The Dawn Rider (1935) - Paradise Canyon (1935) - Westward Ho (1935) - Lawless Range (1935) | - King of the Pecos (1936) - The Oregon Trail (1936) - The Lonely Trail (1936) - The Black Coin (seriado, 1936) - The Vigilantes Are Coming (seriado, 1936) - S.O.S. Coast Guard (seriado, 1937) - The Mysterious Pilot (seriado, 1937) - The Painted Stallion (seriado, 1937) - Conquest (1937, não-creditado) - The Secret of Treasure Island (seriado, 1938) - Overland Stage Raiders (1938) - Stagecoach (1939) - Gone with the wind (1939) - Wyoming Outlaw (1939) - Deadwood Dick (1940) - Mysterious Doctor Satan (1940, seriado, não creditado) - White Eagle (1941) - Spy Smasher (1942) (não-creditado) - Ivanhoe (1952) - Knights of the Round Table (1953) - King Richard and the Crusaders (1954) - Old Yeller (1957) - Ben-Hur (1959) - Swiss Family Robinson (1960) (1960) - El Cid (1961) - The Fall of the Roman Empire (1964) - Cat Ballou (1965) - Khartoum (1966) - Where Eagles Dare (1968) - A Man Called Horse (1970) |

## Prêmios
- 1959 – National Board of Review of Motion Pictures - Citaçao
- 1967 – Academy Honorary Award - Oscar honorário por sua obra como um especialista no desenvolvimento de técnicas de segurança para proteger os membros de sua profissão.
- 1976 – Introduzido no  National Cowboy Hall of Fame
- 1978 – Academy of Motion Picture Arts and Sciences "Homenagem a Yakima Canutt"
- 1984 – Motion Picture & Television Fund e Golden Boot Award
- 1985 – Estrela na Calçada da Fama em 1500 Vine Street.[2]